# Marie Trojanová (lidovecká politička)
Marie Trojanová, rozená Seegerová (20. srpna 1899 Dobřany – 30. října 1963 Praha), byla česká a československá učitelka a politička; poválečná poslankyně Prozatímního a Ústavodárného Národního shromáždění za Československou stranu lidovou.

## Biografie
Byla nejmladší z početné rodiny dvanácti dětí ředitele Zemské pokladny pro Království české a dlouholetého funkcionáře Umělecké besedy. Absolvovala obecnou a měšťanskou školu a pak studovala v ústavu anglických panen v Praze, později na učitelském ústavu v Chrudimi, kde roku 1922 maturovala. Kromě toho složila rovněž státní zkoušky z němčiny, italštiny a francouzštiny. V roce 1927 vykonala státní zkoušku opravňující učit na měšťanských školách a od té doby působila na dívčí hudební škole v Praze XIX. V letech 1926-1929 byla místopředsedkyní Ústředí katolického studentstva v Praze. Za 2. světové války se účastnila domácího odboje.
Její politická kariéra vyvrcholila v letech 1945-1948, kdy působila jako předsedkyně Ústředí žen ČSL a v letech 1946-1948 i jako místopředsedkyně strany, kterou též zastupovala v Národní frontě žen. V letech 1945–1946 byla poslankyní Prozatímního Národního shromáždění za ČSL. Setrvala zde do parlamentních voleb v roce 1946, pak se stala poslankyní Ústavodárného Národního shromáždění za ČSL. Zde formálně zasedala až do voleb do Národního shromáždění roku 1948.
Po únoru 1948 se stáhla do ústraní. V letech 1949-1962 vyučovala na měšťanské (později základní) škole v Korunovační ulici v Praze na Letné.